# Elecciones municipales de Quito de 1953
Las elecciones municipales de Quito de 1953 resultaron con la elección de Rafael León Larrea del Partido Conservador Ecuatoriano, venciendo a Juan Isaac Lovato candidateado por la alianza entre el Partido Socialista Ecuatoriano y el Partido Liberal Radical Ecuatoriano, siendo la elección más reñida de la historia de la ciudad.